# Nová Komora

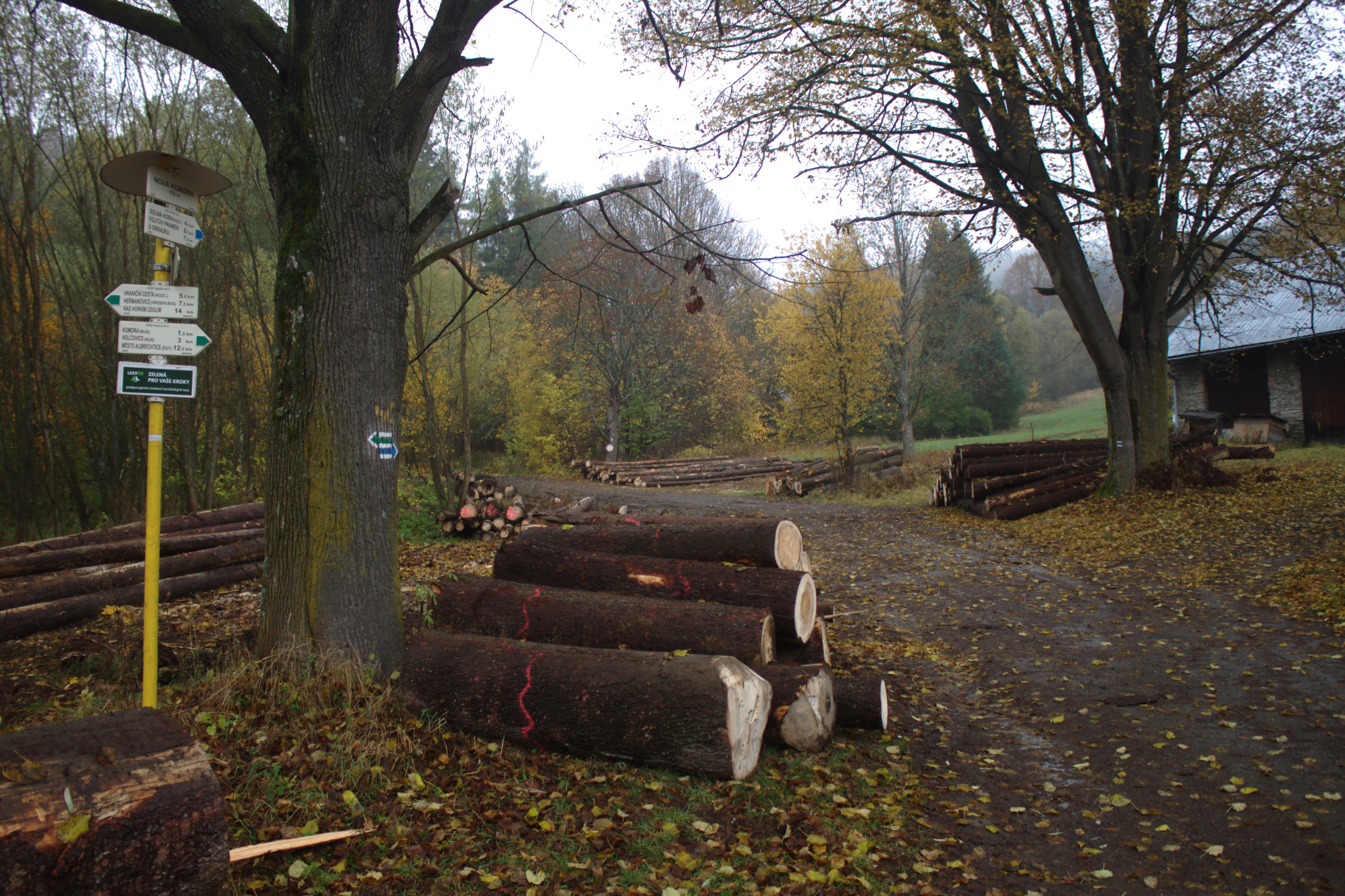
Weggabelung in Nová Komora

Nová Komora (deutsch Neu-Kammer, früher Neukammer) ist eine zum Ortsteil Komora (Kammer) gehörige Ansiedlung der Gemeinde Holčovice (Hillersdorf) in Tschechien. Sie liegt neun Kilometer westlich von Město Albrechtice (Olbersdorf) und gehört zum Okres Bruntál.

## Geographie
Nová Komora, das als Wegedorf angelegt wurde, erstreckt sich oberhalb von Stará Komora (Alt-Kammer) in der zur Zlatohorská vrchovina (Zuckmanteler Bergland) gehörigen Hynčická hornatina (Heinzendorfer Hochland) in den engen Tälern des Komorský potok (Kammerbach) und eines linken Zuflusses. Nördlich erheben sich der Kopčisko (662 m. n.m.) und der Kotel (Maschelkoppe, 777 m. n.m.), im Nordosten der Milíře (755 m. n.m.), östlich der Komorský vrch (738 m. n.m.), im Südwesten der Na Spáleném (794 m. n.m.), westlich der Smrčník (790 m. n.m.) sowie im Nordwesten der Na Hřebenech (Schachtberg, 700 m. n.m.), die Komora (Kammerberg, 833 m. n.m.) und die Končina (888 m. n.m.).
Nachbarorte sind Petrovice (Petersdorf) und Janov (Johannesthal) im Norden, Ztracená Voda (Verlorenwasser) und Nová Dlouhá Voda (Neu Langwasser) im Nordosten, Stará Dlouhá Voda (Alt Langwasser) im Osten, Hejnov (Heindorf) und Stará Komora im Südosten, Spálené (Kuttelberg) im Süden, Ptáčník (Vogelgesang) im Südwesten, Dolní Heřmanovice (Nieder Hermannstadt) im Westen sowie Vrbice (Vorwitz) im Nordwesten.

## Geschichte
Neu Kammer wurde im 17. Jahrhundert in den Wäldern der schlesischen Herrschaft Olbersdorf angelegt. Im Musterungsverzeichnis (mustruňk) von 1602 ist das Dorf noch nicht erwähnt. Das neue Dorf entstand als nordwestliche Fortsetzung von Alt-Kammer und zog sich in spitzem Winkel um den Berg Kopčisko am Kammerbach und einem dort zufließenden weiteren Bach hin. Im 1689 anlegten Urbar der Herrschaft Olbersdorf sind für Neu Kammer 18 Anwesen aufgeführt. Dem Karolinischen Kataster ist zu entnehmen, dass Neu Kammer in den 1730er Jahren aus 21 Gärtnern bestand.
Im Jahre 1835 standen in Neu-Kammer 27 bescheidene Häuser mit 175 deutschsprachigen und katholischen Einwohnern. Die Nutzfläche umfasste 30 Joch Trieschfelder, 21 Joch Hutweiden, 14 Joch Ackerland und zwei Joch Wiesen. Pfarr- und Schulort war Hillersdorf. Bis zur Mitte des 19. Jahrhunderts blieb Neu-Kammer der Minder-Standesherrschaft Olbersdorf untertänig.
Nach der Aufhebung der Patrimonialherrschaften bildete Neu-Kammer /  Nová Komora ab 1849 einen Ortsteil der Gemeinde Heindorf im Gerichtsbezirk Olbersdorf. Im Jahre 1866 entstand die Gemeinde Kammer. Ab 1869 gehörte Neu-Kammer zum Bezirk Jägerndorf. Zu dieser Zeit hatte das Dorf 170 Einwohner und bestand aus 27 Häusern. Im Jahre 1900 lebten in Neukammer 129 Personen, 1910 waren es 113. Nach dem Ende des Ersten Weltkrieges 1918 wurde Neukammer Teil der neugegründeten Tschechoslowakei. Beim Zensus von 1921 lebten in den 24 Häusern von Neu-Kammer 93 Deutsche.
Im Jahre 1930 bestand Neu-Kammer 23 Häusern und hatte 92 Einwohner. Nach dem Münchner Abkommen wurde das Dorf im Herbst 1938 dem Deutschen Reich zugesprochen und gehörte bis 1945 zum Landkreis Jägerndorf. Nach dem Ende des Zweiten Weltkrieges 1945 kam Nová Komora zur Tschechoslowakei zurück. Die deutschsprachige Bevölkerung wurde in dieser Zeit größtenteils vertrieben. Das abgelegene Dorf wurde nicht wiederbesiedelt. 1950 hatte Nová Komora keine ständigen Einwohner mehr. Im selben Jahr erfolgte die Eingemeindung nach Holčovice, damit verlor Nová Komora auch seinen Status als Ortsteil. Mit Beginn des Jahres 1961 wurde das verlassene Dorf in den Okres Bruntál umgegliedert. Die erhaltenen Häuser von Nová Komora werden als Ferienhäuser genutzt, am oberen Ende des Dorfes entstand eine Hüttensiedlung. Die im Seitental gelegene Ortslage besteht nicht mehr.

## Ortsgliederung
Nová Komora gehört zum Ortsteil Komora und ist auch Teil des gleichnamigen Katastralbezirks.